# 馮坤
馮 坤（ひょう こん、Kun Feng、女性、1978年12月28日 - ）は、中華人民共和国の元バレーボール選手。北京市出身。
アテネ五輪の金メダル獲得メンバーでセッターとして活躍、大会MVPも受賞。2003ワールドカップでも金メダルを獲得。

## 来歴・人物
12歳からバレーボールを始め、1994年に北京チームに入り、1995年に16歳でナショナルチームに入った。中国女子代表のセッターとして中国の高速コンビバレーの中枢を担った。身長183cmを誇る大型セッターであり、最高到達点は319cmと高く、ネット上の華麗なるトスワークの技術は最高峰で、スパイクやブロックも得意である。
2014年12月、タイ代表監督のキャテポン・ラッチャタギャングライと結婚
。